# 松平光庸
松平 光庸（まつだいら みつつね）は、信濃松本藩の第8代藩主。戸田松平家13代。

## 生涯
寛政10年（1798年）、松本藩の第6代藩主・松平光行の三男として生まれる。母・錠姫は光行の正室で、第5代藩主・松平光悌の娘である。文政2年（1819年）7月8日、第7代藩主・松平光年（母方のおじにあたる）の養子となる。同年9月1日、将軍・徳川家斉に拝謁する。文政3年12月16日（1821年）、従五位下・弾正少弼に叙任する。天保8年（1837年）3月30日、光年の死去により家督を相続した。
文化13年（1816年）、産物会所を設置して領内の産業を奨励した。 天保12年（1841年）、藩の財政改革を巡って譜代家臣と新参家臣が対立し、お家騒動（戸田図書事件）が起こる。弘化2年（1845年）10月22日、家督を次男の光則に譲り、隠居して尤香斎と称する。明治5年（1872年）2月5日、東京に移住する。明治11年（1878年）、葛飾郡須崎村の邸宅で死去した。

## 系譜
父母
- 松平光行（実父）
- 錠姫 ー 松平光悌の娘（実母）
- 松平光年（養父）[1]

正室
- 伊保子 ー 久世広誉の娘

側室
- 吉野曽興子
- 浅野氏

子女
- 小笠原長国[2]（長男）
- 松平（戸田）光則（次男）生母は吉野氏（側室）
- 内藤政恒[3]（三男）生母は伊保子（正室）
- 戸田光芬（四男）
- 戸田光遠（五男）
- 野々山義比（六男）
- 松平（松井）康載[4]（九男）
- 貞 ー 安藤直裕正室
- 孝 ー 島津忠寛継室のち九鬼隆備正室

養子
- 松平光領 ー 松平光年の四男